# Premios Nacionales del Deporte
Los Premios Nacionales del Deporte de España son unos galardones constituidos en 1982, otorgados anualmente por el Consejo Superior de Deportes (CSD) y entregados por la Casa Real. 
Distinguen a los deportistas, federaciones, clubes, asociaciones y demás entidades que han destacado por su excelencia y promoción del deporte. Agrupan diferentes categorías y se entregan diferentes trofeos entre los que destaca el de mejor deportista español del año, en categoría masculina y femenina.

## Categorías del galardón
Las categorías del galardón eran, para la edición de 2017, las siguientes:
- Premio Rey Felipe: mejor deportista español
- Premio Reina Letizia: mejor deportista española
- Premio Rey Juan Carlos: deportista/s revelación
- Premio Reina Sofía: valores y juego limpio (persona o entidad)
- Premio Princesa Leonor: mejor deportista español/a, menor de 18 años
- Premio Infanta Sofía: actividad deportiva entre personas con discapacidad (persona o entidad)
- Trofeo Comunidad Iberoamericana: mejor deportista iberoamericano
- Copa Barón de Güell: mejor equipo o selección nacional
- Copa Stadium: promoción y fomento del deporte en España (persona o entidad)
- Premio CSD: municipio español con mejor organización y oferta deportiva
- Trofeo Joaquín Blume: universidad o centro escolar español con mayor fomento del deporte
- Premio Nacional a las Artes y las Ciencias Aplicadas al Deporte: profesionales que impulsan la actividad físico-deportiva
- Premio Nacional Francisco Fernández Ochoa: trayectoria de toda una vida dedicada al deporte